# 속물들
"속물들"은 2019년에 개봉한 대한민국의 영화이다.

## 캐스팅
- 유다인 : 선우정 역
- 심희섭 : 김형중 역
- 송재림 : 서진호 역
- 옥자연 : 탁소영 역
- 유재명 : 유지현 역
- 김주령 : 김보령 역
- 한혜린 : 윤선예 역
- 백수장 : 찰스 장 역
- 김중기 : 편집장 역
- 박현영 : 김 변호사 역
- 윤충 : 백 변호사 역
- 이윤건 : 판사 역
- 정혜경 : 미대교수 역
- 조현식 : 현식 역
- 홍다미 : 다미 역
- 박지홍 : 지홍 역
- 정보람 : 은비 역
- 이주연 : 진영 역
- 브랜든 존스 : 댄 역
- 이선주 : 아트딜러 역
- 고니 : 호프집 시비일행 역
- 김도윤 : 호프집 시비일행 역
- 이승주 : 호프집 시비일행 역
- 김진욱 : 호프집 사장 역
- 박경훈 : 신촌 시비일행 역
- 이양우 : 신촌 시비일행 역
- 이재한 : 신촌 시비일행 역
- 김형식 : 신촌 시비일행 역
- 류제원 : 신촌 시비일행 역
- 김현우 : 신촌 시비일행 역
- 이원행 : 신촌 시비일행 역
- 맹재렬 : 신촌 시비일행 역
- 김창섭 : 바텐더 역
- 박진욱 : 재즈밴드 역
- 이정규 : 재즈밴드 역
- 임대웅 : 재즈밴드 역
- 구상범 : 법원 기자 역
- 박수연 : 법원 기자 역
- 이웅모 : 법원 방청객 역
- 김혜숙 : 법원 방청객 역
- 김태홍 : 택배 직원 역
- 임국희 : 택배 직원 역
- 김희라 : 낭독회 진행자 역
- 금설희 : 핸드폰 남녀 역
- 이동규 : 핸드폰 남녀 역
- 홍지연 : 미술관 작가들 역
- 방승훈 : 미술관 작가들 역
- 윤선미 : 미술관 작가들 역
- 정명진 : 미술관 작가들 역
- 나우호 : 미술관 작가들 역
- 노형석 : 미술관 작가들 역
- 강재은 : 미술관 작가들 역
- 조원열 : 미술관 작가들 역
- 최재영 : 미술관 기자 역
- 강창수 : 미술관 기자 역
- 송한승 : 미술관 기자 역
- 김효관 : 미술관 기자 역
- 찰스 장 : 갤러리 관람객 역
- 윤주영 : 갤러리 관람객 역
- 박은진 : 갤러리 관람객 역
- 윤상준 : 갤러리 관람객 역
- 황수빈 : 갤러리 관람객 역
- 김동현 : 특별전 관람객 역
- 홍수영 : 특별전 관람객 역
- 봉수지 : 특별전 관람객 역
- 이경준 : 특별전 관람객 역
- 이채연 : 특별전 관람객 역
- 김효정 : 특별전 관람객 역
- 박성진 : 특별전 관람객 역
- 박선용 : 특별전 관람객 역
- 이경민 : 특별전 관람객 역
- 이지수 : 특별전 관람객 역
- 이선호 : 특별전 관람객 역
- 조원열 : 특별전 관람객 역
- 김민지 : 특별전 관람객 역
- 한미연 : 특별전 관람객 역
- 박성원 : 특별전 관람객 역
- 이은희 : 특별전 관람객 역
- 변재혁 : 특별전 관람객 역
- 김옥 : 특별전 관람객 역
- 김끝순 : 특별전 관람객 역
- 정순필 : 특별전 관람객 역
- 신준호 : 특별전 관람객 역
- 서유민 : 특별전 관람객 역
- 박진희 : 재즈바 손님 역

## 수상
- 2018년 제23회 부산국제영화제 한국영화의 오늘 - 파노라마